# Paseo de Begoña
El paseo de Begoña es una calle en el barrio de El Centro, en Gijón (Asturias, España). Es una concurrida calle peatonal con zona ajardinada, parque infantil y templete. En el paseo se encuentran el Teatro Jovellanos y el Café Dindurra.

## Situación y descripción
El paseo destaca por su gran tamaño, midiendo unos 315 metros de largo y con una forma rectangular, con el apéndice cuadrangular de Los Campinos de Begoña en la zona superior este. Se ubica en su totalidad en el barrio de El Centro, al sur de la plaza El Parchís, al este de plaza Europa y al oeste de La Plazuela. Discurre de sur a norte siendo paralelo a la calle San Bernardo. Es atravesado por varias calles, destacando la calle Covadonga.
En la zona sureste se halla una amplia zona de juegos infantiles y zonas verdes con gran arbolado. Al noreste se halla la pérgola de Los Campinos de Begoña, presidida por la Iglesia de San Lorenzo. En la parte oeste se halla el paseo propiamente dicho, bordeado por hileras de árboles y bancos. Todo el pavimento es de granito y presenta un diseño geométrico reconocible.
Debajo del paseo se halla un gran estacionamiento subterráneo con dos accesos rodados al norte y al sur y cinco accesos peatonales, tres de ellos con ascensor.

### Transporte
Al sur del paseo, ya en la avenida de la Costa, se hayan dos paradas de autobús, llamadas ambas como Begoña. En estas paradas estacionan las líneas 1, 15, 16, 18, 20, 26, B-3 y B-4 de EMTUSA. Existe un carril bus diferenciado en el sentido oeste-este.

## Historia

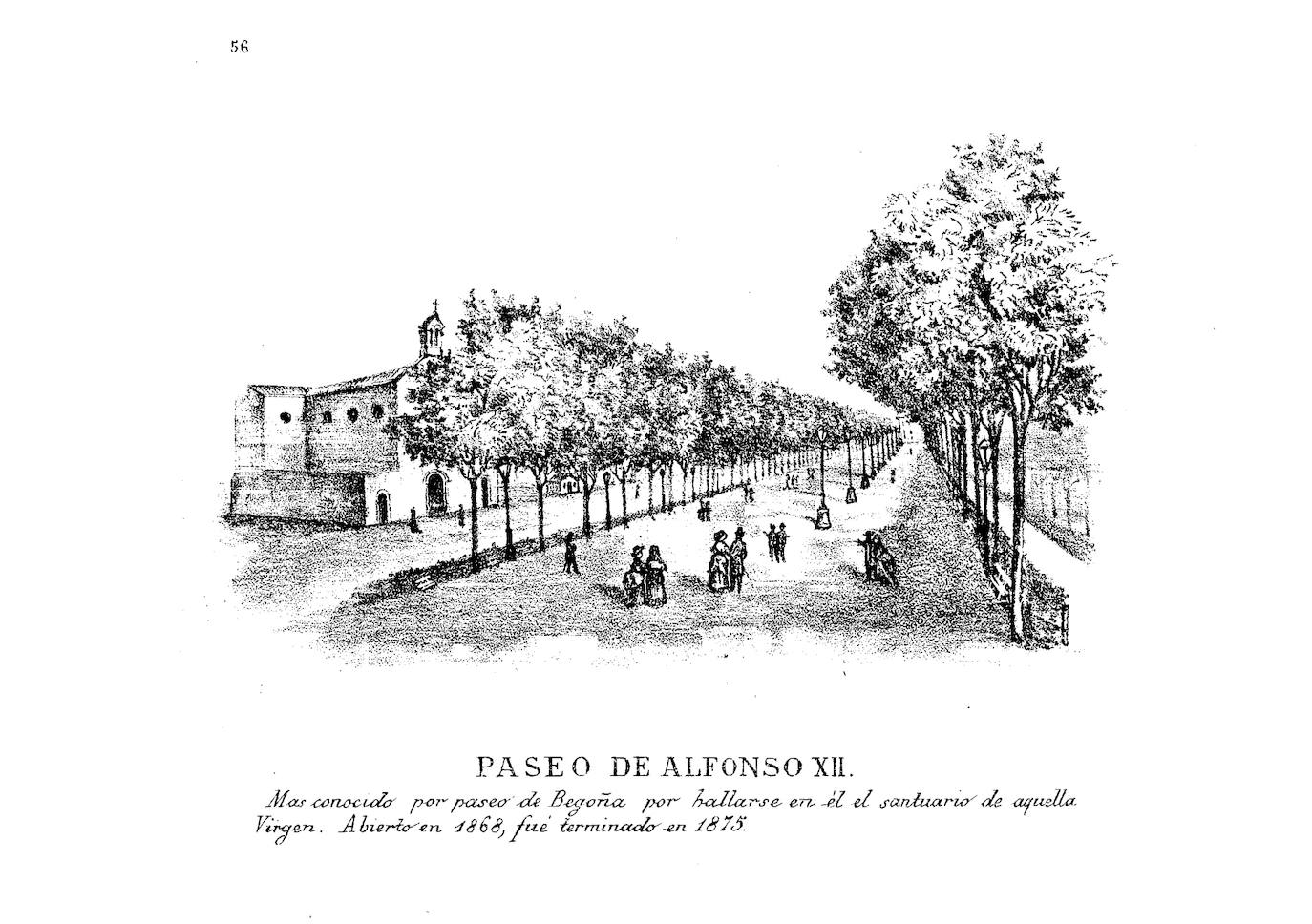
Dibujo del paseo de Begoña en 1884.

Según la tradición, en el 1650 unos marineros vizcaínos, durante una tormenta pidieron protección de su Patrona, la Virgen de Begoña, prometiendo dedicarle una capilla en la primera tierra que tocaran, llegando a Gijón y construyendo la capilla, que tras cambiar de ubicación a la zona del actual paseo resultaría arrasada durante la Guerra de Independencia. El entorno sería edificado en 1837 por un vértice de la Muralla Carlista de Gijón, por lo que no fue hasta su demolición a partir de 1876 cuando los terrenos se desbloquean urbanísticamente. La zona intramuros sería urbanizada en 1857 por el maestro de obras Cándido González, siendo concebido por el Ayuntamiento como espacio verde y de ocio. En 1886 comienza a construirse la iglesia de Begoña en la recientemente abierta zona sur del paseo, en el cruce con la avenida de la Costa. El paseo sería una zona con numerosa vegetación y mobiliario tal como: Quiosco de la música construido en 1888 por Rodolfo Ibáñez, primeras luminarias de luz eléctrica de la ciudad en ese mismo año, numerosos bancos, baños públicos... En 1920 el jardinero municipal rediseña los jardines.

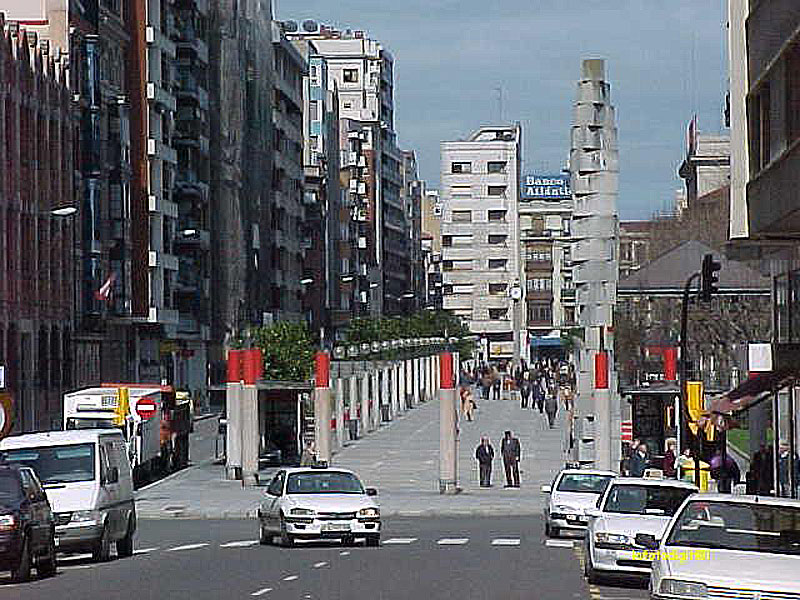
El paseo en julio de 2001 tras la reforma de 1992.

El desarrollismo afectó al paseo, perdiendo espacios en favor del automóvil como la apertura al tráfico de la calle Covadonga y la eliminación de jardinerías.
El 7 de noviembre de 1992 se inauguró una reforma integral del paseo de Begoña, que peatonalizó parte del paseo y creaba una estética contemporánea mediante el uso del hormigón y del mosaico rojo. Se añadieron nuevas esculturas como el monolito de Rubio Camín llamado Obelisco, una fuente de agua apodada El Anzuelo, la reconstrucción de las pérgolas de Los Campinos y un mosaico enfrente del restaurado Teatro Jovellanos llamado Alegoría de la historia del teatro.
En febrero de 2004 finalizó otra reforma de la zona, que incluyó la construcción de un aparcamiento subterráneo, la completa peatonalización del paseo e incorporando destacables cambios estéticos donde destaca su pavimiento. También se recuperan elementos de mobiliario anterior, como las farolas art nouveau (Miguel García de la Cruz, 1922). Se traslada el monolito a una rotonda en Pumarín. En 2011 finaliza una nueva reforma, en la zona de Los Campinos y destinada a expandir el aparcamiento. Se demuele la fuente de El anzuelo y la pavimentación se homogeneiza con la del resto del paseo.

## Nomenclatura
La zona se conocía como Begoña debido a la antigua existencia de la capilla. En 1875 el paseo se denomina de Alfonso XII, en honor a dicho rey, que había visitado la ciudad en cuatro ocasiones entre 1858 y 1884. El 7 de mayo de 1931 el paseo oficializa su antiguo nombre: de Begoña.

## Arquitectura

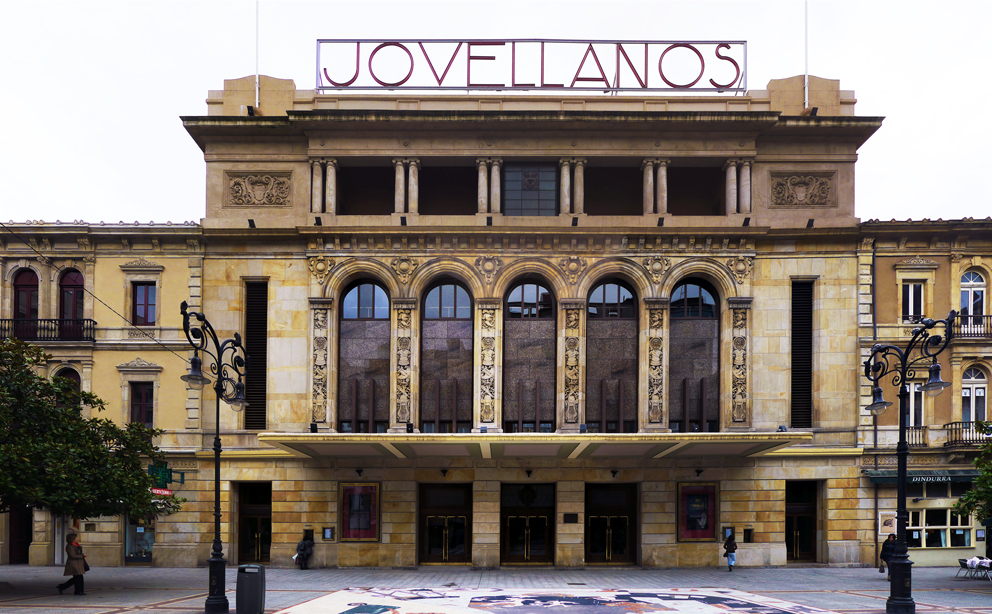
Teatro Jovellanos

### Teatro Jovellanos
El conjunto del teatro consiste en el propio teatro y dos edificios neoclásicos anexos, donde destaca el inmueble sur por albergar al Café Dindurra. El conjunto se levantó en 1899 bajo proyecto del arquitecto Mariano Marín Magallón. La pieza central del conjunto era el Teatro Dindurra, destruido en 1937 y reconstruido en 1939, con su nuevo nombre.

### Centro Asturiano de La Habana de Gijón

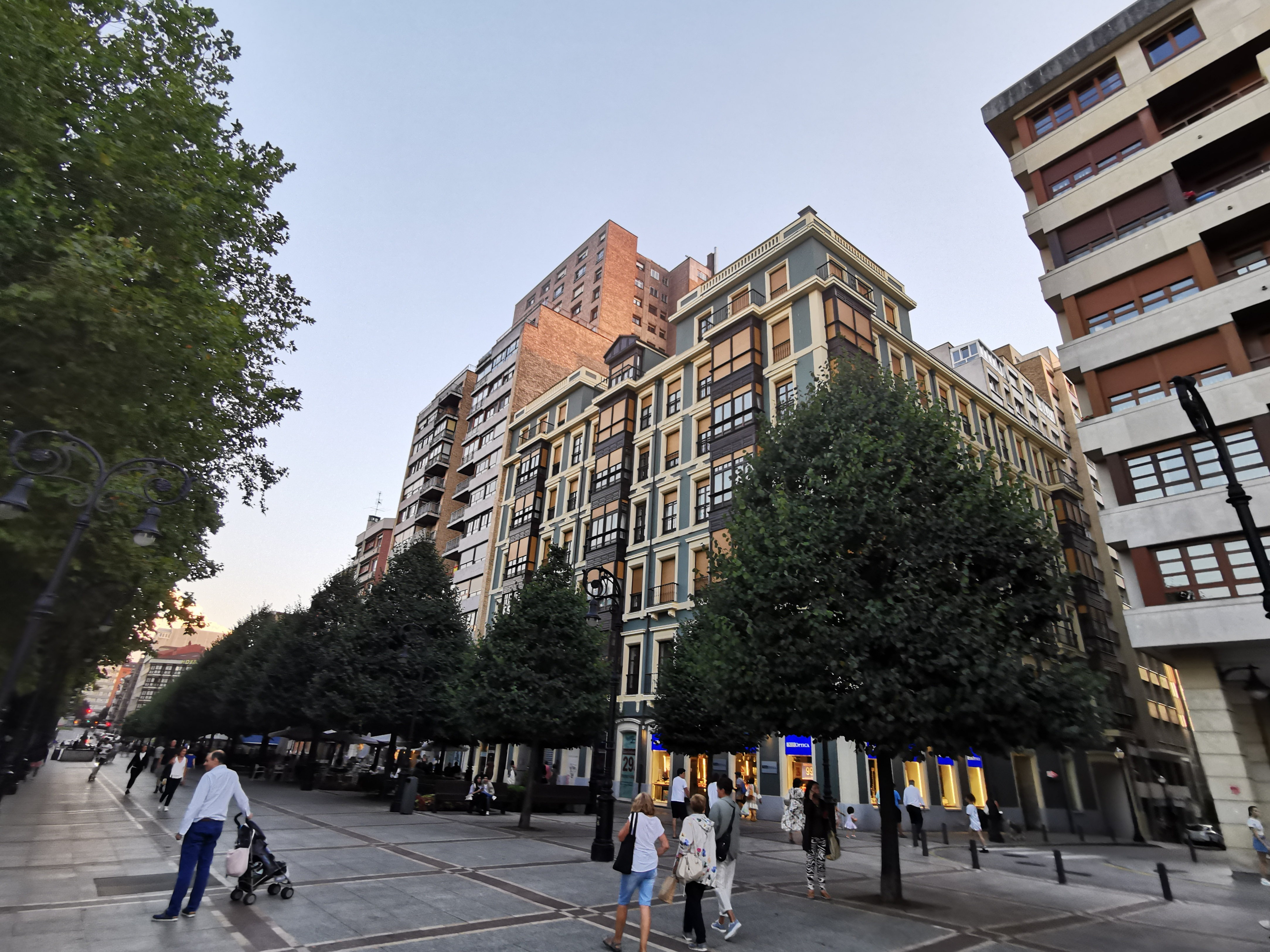
El Centro Asturiano de La Habana y el edificio Piñole

El Centro Asturiano de La Habana fue una asociación destinada a coordinar y a asistir a los emigrantes asturianos en Cuba fundada en 1911 y anexionada en 2016 al Real Grupo de Cultura Covadonga. Su sede principal estaba en La Habana (Manuel del Busto, 1924) aunque también contaría con una delegación en Gijón. Tras el triunfo de la revolución castrista, en 1959 el Centro Asturiano se traslada a un edificio ya existente en el paseo de Begoña esquina con calle Anselmo Cifuentes. Se trata de un edificio de seis plantas caracterizado por su gran tamaño y numerosos balcones cubiertos. El arquitecto Antonio Álvarez Hevia colaboró en la adecuación del inmueble. Actualmente el edificio alberga instalaciones del RGCC.

### Quiosco de la música
Se trata de un quiosco de la música de estilo contemporáneo construido en la reforma de 1992 y uno de los supervivientes de dicha reforma. Se trata de una estructura conformada por cuatro pilares circulares cubiertos de mosaico rojo que soportan una cubierta piramidal a cuatro aguas. Está rodeado por unas gradas semicirculares. Desde 2015 el quiosco contó con un escenario que desde sus inicios fue profundamente vandalizado. En 2022 se reformó y eliminó el escenario.

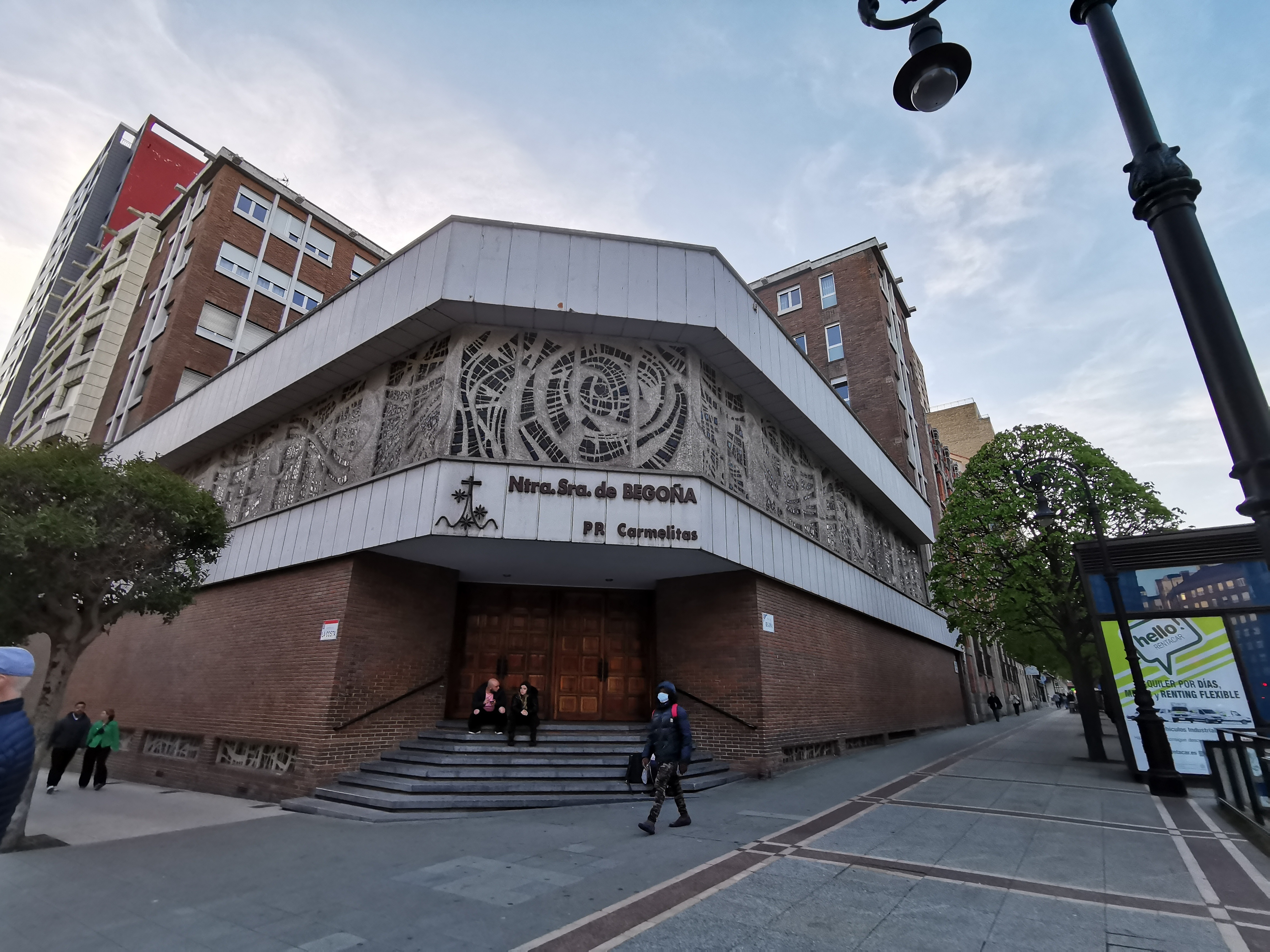
Fachada de la Iglesia de Nuestra Señora de Begoña, sus escaleras son un popular sitio de encuentro.

### Iglesia de los Carmelitas de Begoña
La Iglesia de Nuestra Señora de Begoña fue fundada, como ya se mencionó previamente; en el siglo XVII. Sin embargo, no sería hasta 1886 cuando se construye el templo en su actual ubicación, que sería demolido en 1975, inaugurándose el actual en 1978, una iglesia entre el paseo de Begoña y la avenida de la Costa. La parroquia está administrada desde 1934 por los Padres Carmelitas, asentados en Gijón desde 1928.

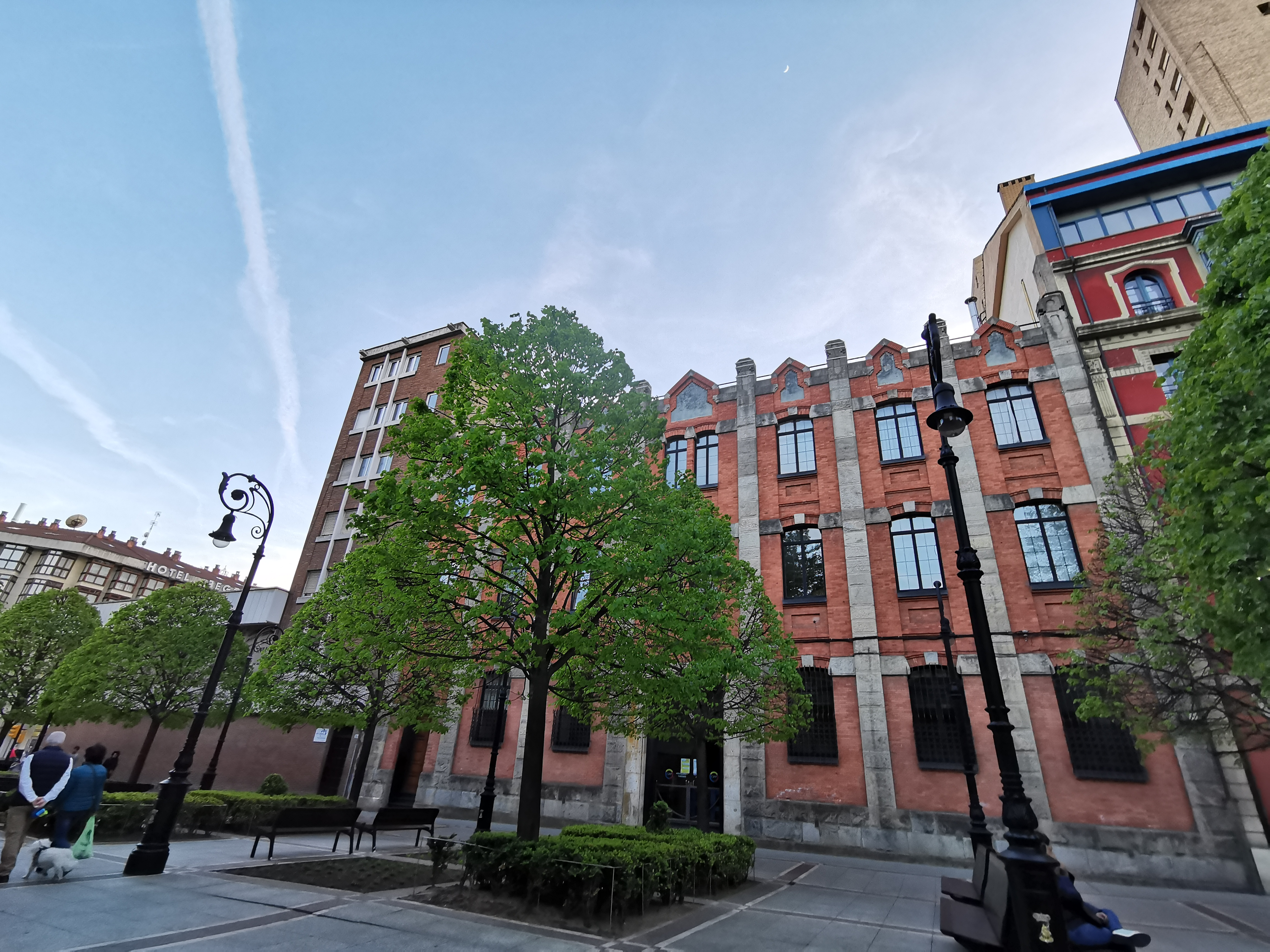
Actual Escuela de Hostelería, previa Comisaría y Convento.

### Escuela de Hostelería de Gijón
Es un edificio neomudéjar de ladrillo rojo visto construido por Miguel García de la Cruz en 1912 destinado como convento para las Madres Reparadoras. Previamente, el edificio era el Pabellón del Casino de Asturias, edificio art nouveau construido en 1903 por el mismo arquitecto. En la reforma se elimina la ostentosa decoración y se crece dos plantas. En 1931, las Madres Reparadoras son expulsadas, sirviendo como comisaría de la Policía Nacional hasta su reconversión en la sede de la Escuela de Hostelería, más recientemente. 

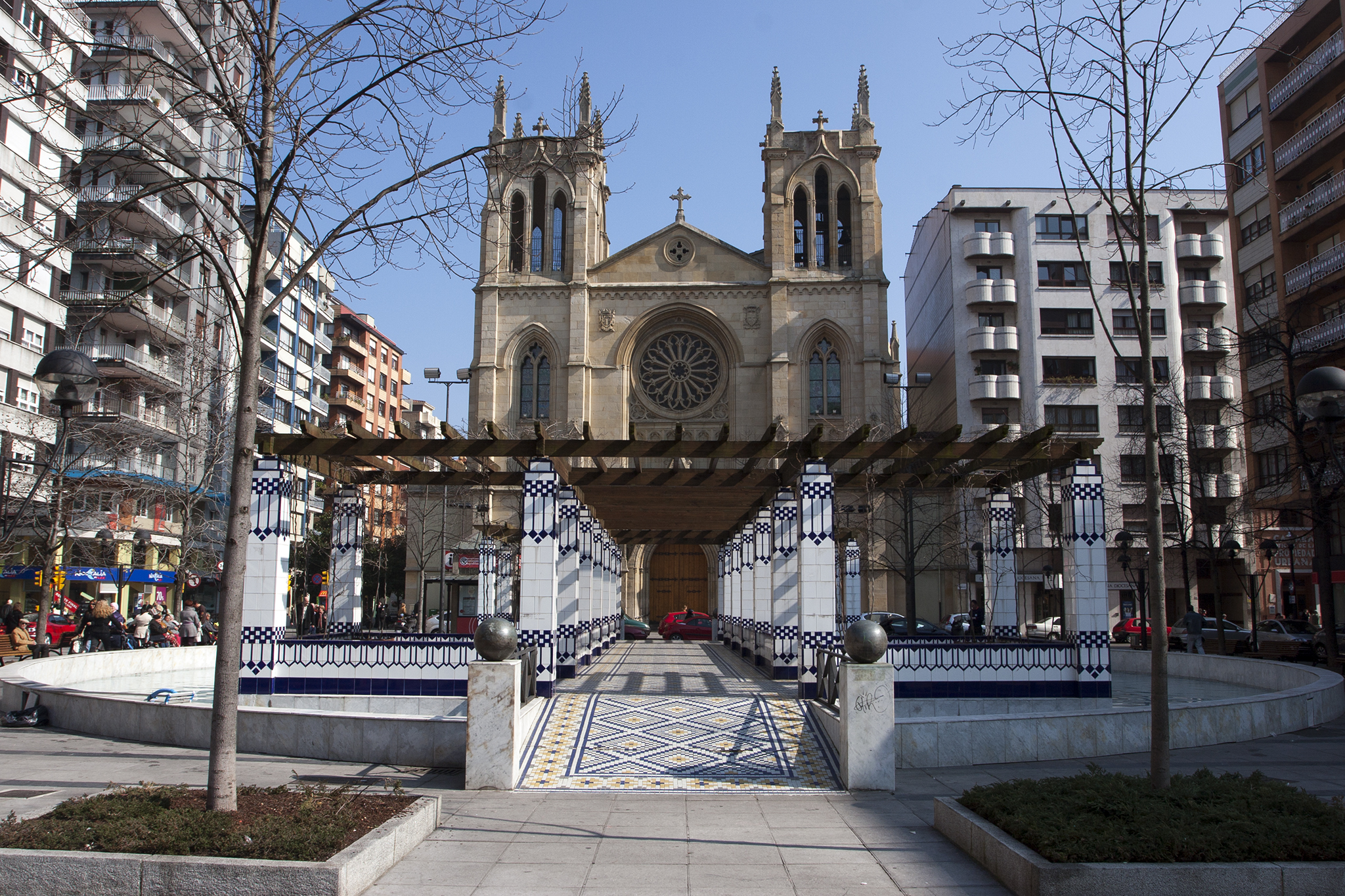
Pérgolas y la iglesia de San Lorenzo

### Biblioteca infantil
A principios de 1977, se instaló la sección infantil de la Biblioteca "Jovellanos" en un edificio presente en el paseo de Begoña. Además de la sección infantil, el edificio también albergaba algunos encuentros culturales. Esta biblioteca infantil cerró sus puertas en 1980, trasladándose al edificio del Antiguo Instituto Jovellanos hasta que finalmente toda la biblioteca se trasladó al edificio donde está hoy. El edificio que albergaba la biblioteca infantil fue demolido durante la remodelación del paseo de 1992.

### Los Campinos
Separada del paseo solo por la calle San Bernardo, se encuentra la zona de Los Campinos, que conecta el paseo de Begoña con la Iglesia de San Lorenzo. Entre 1929 y 1968 Los Campinos albergaron los estanques y las pérgolas diseñadas por Alfredo Truan. En 1968 la zona fue remodelada para albergar un impopular monumento al Alférez Provisional. En 1992, con la reforma de todo el paseo de Begoña, se volvieron a situar en Los Campinos las pérgolas y estanques tras retirar el monumento.

### Iglesia de San Lorenzo
Iglesia neogótica construida entre 1896 y 1901 bajo proyecto de Luis Bellido. La fachada consta de dos torres y un rosetón. Durante la Guerra Civil la iglesia pierde sus pináculos, pasando a tener una estampa similar a la catedral de Notre Dame de París.

### Edificios de viviendas

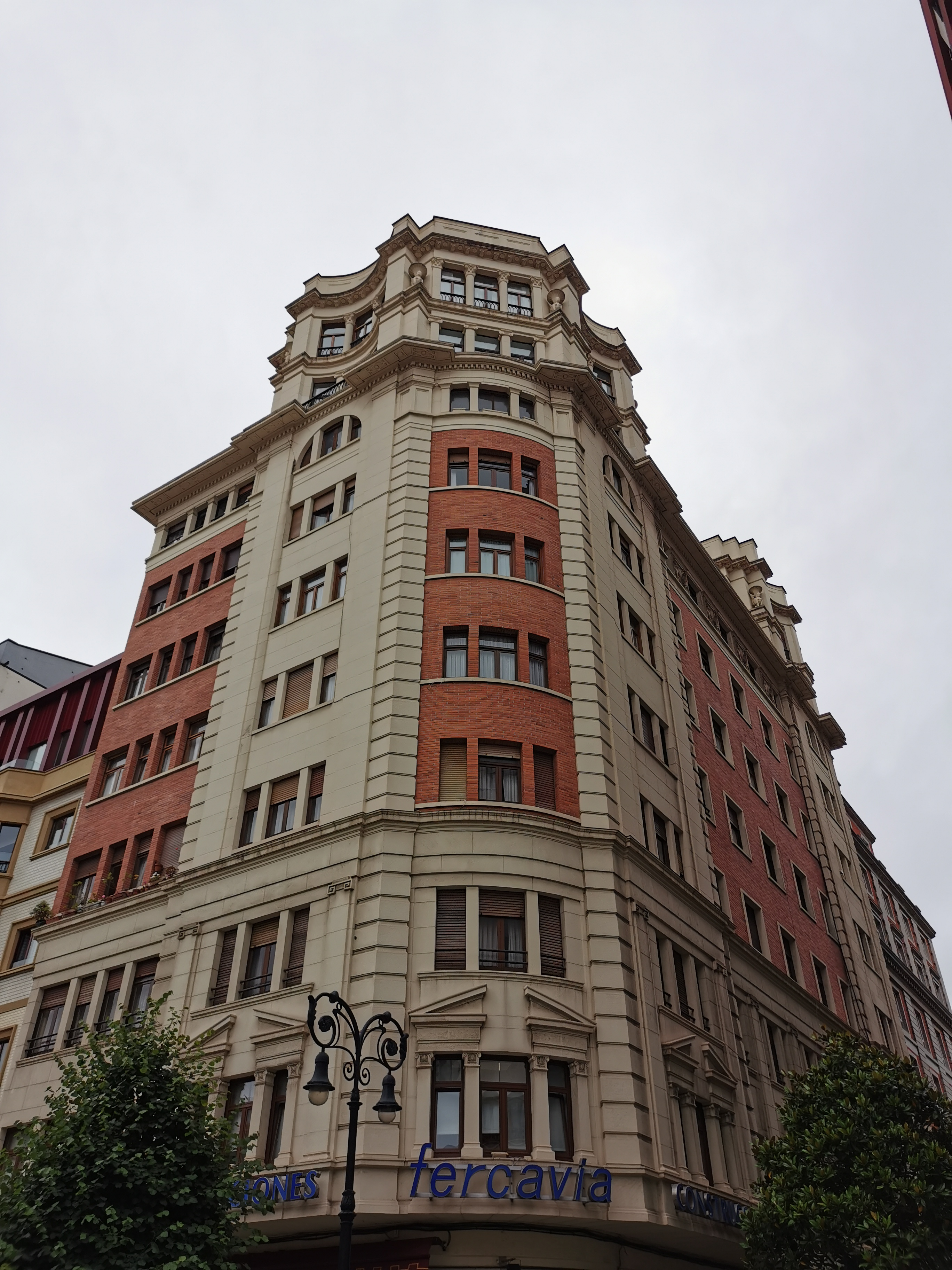
Edificio Fercavia, Del Busto, 1947

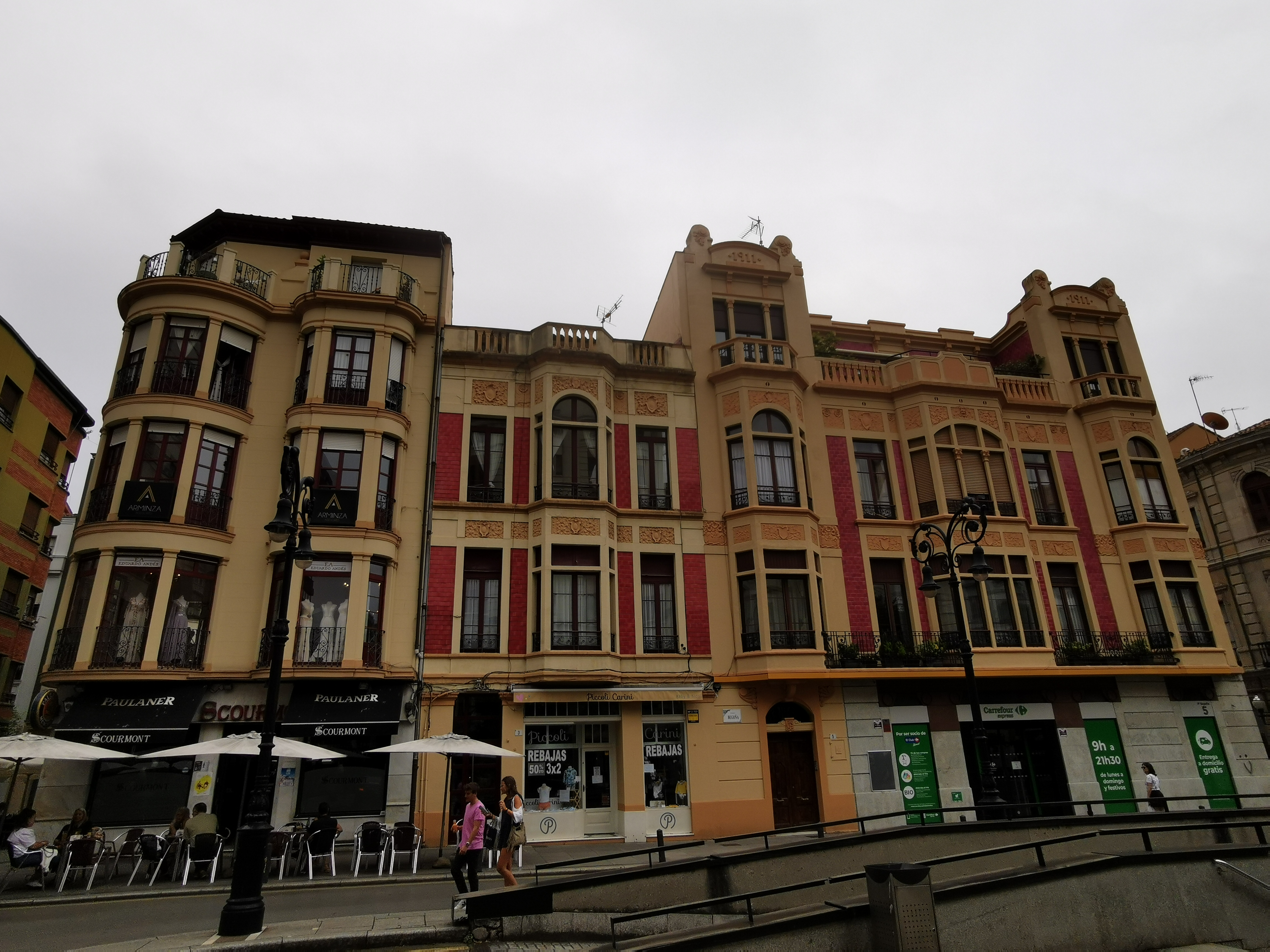
Edificio de De la Cruz (1925) y dos de Del Busto (1925, 1911)

- Edificio de De la Cruz (1925) y dos de Del Busto (1925, 1911)Edificio Fercavia: Calle Fernández Vallín, 1: Se trata de un gran edificio construido en 1947, siendo una de las últimas obras de Manuel del Busto. Destaca por su gran altura y por contar con dos torres, que presentan detalles estéticos mesopotámicos. Su fachada combina ladrillo rojo visto y piedra blanca artificial, propia de la arquitectura de la autarquía.[6]
- Calle Menen Pérez, 3: Edificio a dos calles construido en 1925 por Miguel García de la Cruz para Mariano Fernández. Destaca por los volúmenes circulares de sus balcones.[10]
- Paseo de Begoña, 5: Edificio ecléctico y modernista construido en 1911 en la esquina del paseo con la calle Casimiro Velasco. El edificio fue diseñado por Manuel del Busto y destaca por sus dos torres en el ático y la pérgola de su terraza. Su fachada destaca por sus formas ondulantes y su azulejo rosa. Contuvo uno de los primeros ascensores de la ciudad, de madera. El edificio paseo de Begoña, 3 (1925) se puede considerar su hermano menor.[6]
- Calle Covadonga, 24: Edificio con fachada a dos calles construido en 1899 por el arquitecto Mariano Marín Magallón. Es de estilo neoclásico y ecléctico, destaca por una pequeña rotonda.[6]

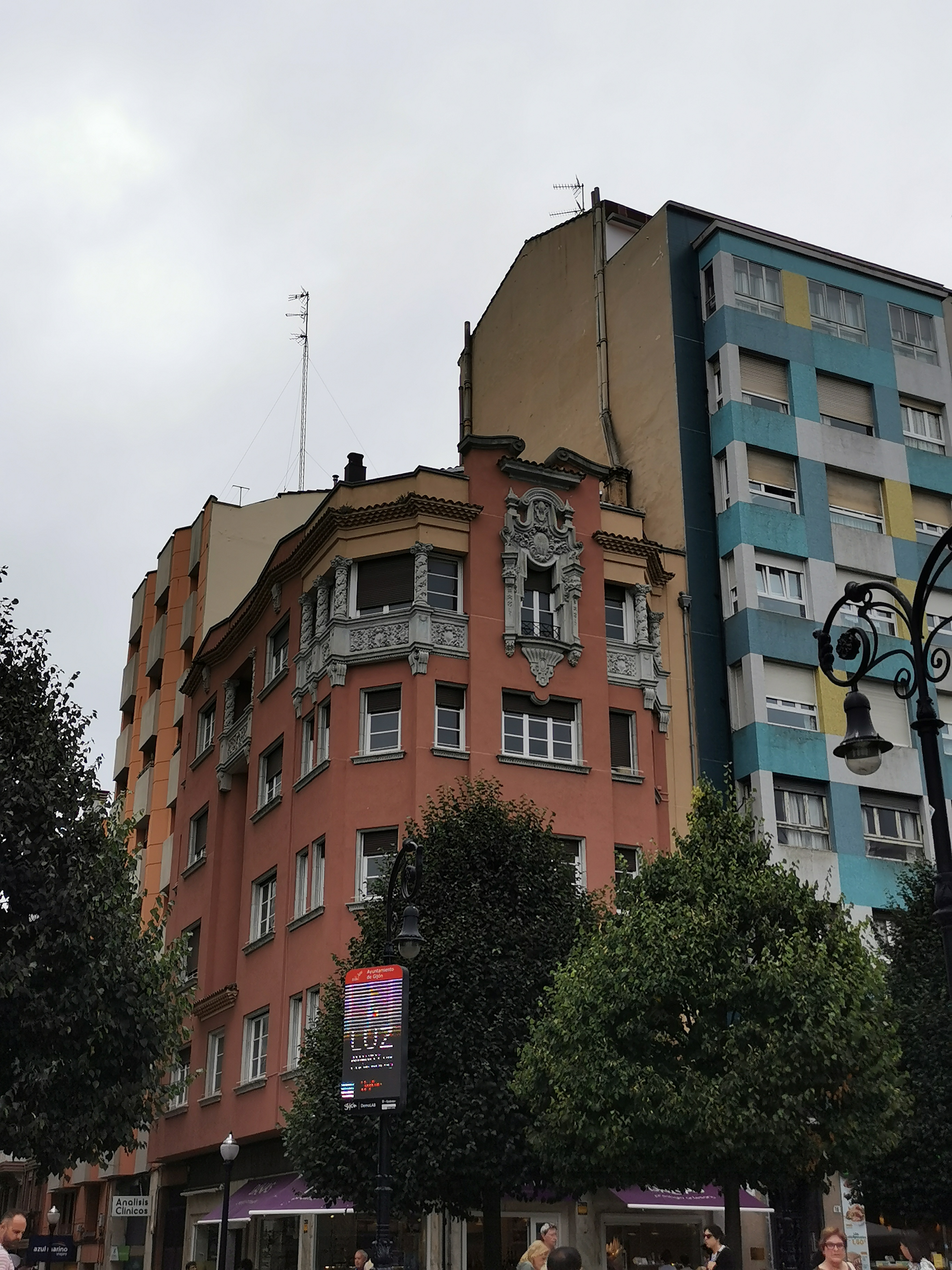
Manuel y Juan Manuel del Busto, 1941

- Calle Covadonga, 32: Edificio con fachada a dos calles y cuatro plantas más ático. Construido por Juan Manuel del Busto y Manuel del Busto en 1941. Destaca por contar con una curiosa decoración neoplateresca en su última planta.[6]
- Edificio Piñole: Paseo Begoña, 24: Enorme edificio construido en 1970 que con sus 21 plantas es el segundo edificio más alto de la ciudad por detrás de la Torre Bankunión, en El Humedal. Destaca por sus líneas racionalistas y ladrillo amarillo visto. Su fachada rectangular le aporta una gran predominancia, siendo visible en gran parte de la ciudad.[12]